# Genetica delle popolazioni
La genetica delle popolazioni è una branca della genetica che studia la costituzione genetica delle popolazioni mendeliane in termini qualitativi (varianti alleliche presenti all'interno di una popolazione) e quantitativi (frequenze alleliche e genotipiche). La genetica delle popolazioni valuta le modalità con le quali le caratteristiche genetiche sono trasmesse alla progenie (evoluzione temporale) ed il variare delle stesse in relazione al territorio (distribuzione spaziale). La genetica delle popolazioni è rappresentata da una componente teorica che si avvale di metodi matematici, afferenti alla teoria delle probabilità e alla statistica, ed una maggiormente empirica che rileva e quantifica la diversità genetica con scopi conoscitivi della storia naturale delle popolazioni, o del grado di biodiversità per scopi di conservazione.

## Concetti
Basilare è il concetto di frequenza (relativa): rapporto tra il numero di elementi di un insieme con una data proprietà e il numero totale di elementi dell'insieme. La frequenza è ovviamente compresa tra 0 e 1.
Ognuno degli alleli presenti per un certo locus avrà una data frequenza allelica (o genica), e ogni genotipo una data frequenza genotipica.
L'insieme degli alleli dei geni di una popolazione costituisce il suo pool genico: sono le sue caratteristiche, la sua dinamica e i suoi equilibri ad essere oggetto della genetica delle popolazioni.
Consideriamo un semplice esempio: un locus in cui sono presenti due alleli: A e a. Siano f(AA), f(Aa) e f(aa) le tre frequenze genotipiche, la cui somma vale 1. Le frequenze alleliche saranno allora f(A) = f(AA) + (1/2) f(Aa) e f(a) = f(aa) + (1/2) f(Aa). Spesso le due frequenze alleliche si indicano con p e q.
In una popolazione ideale, le frequenze alleliche e genotipiche seguono l'equilibrio di Hardy-Weinberg: in una popolazione infinita, senza immigrazione o emigrazione, nella quale gli individui si incrociano casualmente (panmissia), in assenza di selezione naturale e di mutazioni, le frequenze alleliche p e q restano costanti, e le frequenze genotipiche sono legate alle frequenze alleliche:
- f(AA) = p2
- f(Aa) = 2pq
- f(aa) = q2

Secondo il biologo inglese Ernst Mayr, gli scostamenti dall'equilibrio di Hardy-Weinberg sono rari ma comunque possibili per una vasta serie di ragioni che possono causare una rarefazione del numero di eterozigoti: eterogeneità della popolazione (misture fra popolazioni diverse), inincrocio fra consanguinei, selezione naturale contro gli eterozigoti, esistenza di alleli silenti (che rendono gli omozigoti non più distinguibili dagli eterozigoti portatori di alleli silenti), errori di classificazione dei fenotipi ovvero tendenza all'accoppiamento fra individui aventi fenotipo simile; viceversa, un eccesso di eterozigoti può essere dovuto a: selezione naturale favorevole agli eterozigoti, errori nella classificazione dei fenotipi ovvero tendenza degli individui ad accoppiarsi fra aventi fenotipo diverso..
L'evoluzione può essere vista attraverso i cambiamenti delle frequenze geniche in una popolazione avente dimensione piccola. Le maggiori forze dei processi evolutivi sono: la selezione naturale, la mutazione, la migrazione e la deriva genetica. Senza le prime tre, la deriva genetica consiste nella fissazione di un allele e nella scomparsa di un altro. La migrazione è la principale forza che muove contro il verificarsi di una deriva genetica. Le mutazioni e la conseguente selezione naturale sono invece i principali motori dei processi evolutivi: sono opposti uno all'altro (La selezione elimina le nuove mutazioni per la maggior parte sfavorevoli alla specie), e, dove c'è un equilibrio di Hardy-Weinberg, uno bilancia l'altro. La mutazione produce nuovi alleli ed è pertanto la base per l'esistenza e per lo sviluppo dei polimorfismi (situazioni in cui un gene ha una frequenza maggiore dell'1% e può essere distinto in molteplici fenotipi): ma la maggior parte delle mutazioni non è favorevole, per cui innescano un evento di selezione naturale.

## Genepopolismo
Con il termine genepopolismo si intende la capacità di autoctonia genetica delle popolazioni site da diverse generazioni in un dato luogo ad affrontare situazioni geoclimatiche specifiche. Tale teoria parte dalla fattualità che esistono gruppi umani più o meno omogenei per isolamento geografico o isolamento impossibilitato per la mobilità della specie umana. Come è noto la popolazione di un'area isolata - ad esempio montana - è in genere geneticamente più omogenea che una popolazione di una grande città di mare e quindi geneticamente più omogenea che una popolazione di una grande area urbana. 
I popoli che si sono insediati in una determinata aerea isolata per generazioni hanno caratterizzazioni genetiche del DNA che costituiscono un pool genetico (insieme di geni) all'interno del quale è presente una notevole quota di variabilità genetica che permette alle comunità locali di affrontare maggiormente rispetto ad altre comunità non autoctone le avversità del luogo.